# Lorenzo Kom'boa Ervin
Lorenzo Kom'boa Ervin (nacido en 1947 en Chattanooga, Tennessee) es un escritor, activista y anarquista afroestadounidense. Es un exmiembro del Partido Pantera Negra, convirtiéndose luego en uno de los principales exponentes del Anarquismo negro. A partir de diciembre de 2006, vive en Nashville, Tennessee.

## Juventud y los principios de activismo
Cuando tenía 12 años, Ervin se unió al grupo de jóvenes de NAACP y participó en las sentadas de protesta que ayudaron a terminar la segregación racial en Chattanooga. Fue reclutado durante la guerra de Vietnam y sirvió en el Ejército de Estados Unidos durante dos años, donde se convirtió en activista contra la guerra. En 1967 se incorporó al Comité Coordinador Estudiantil No Violento y, poco tiempo después, al Partido Pantera Negra.

## Secuestro y el encarcelamiento
En febrero de 1969, Ervin secuestró un avión a Cuba para eludir el enjuiciamiento por supuestamente intentar ajusticiar a un líder del Ku Klux Klan. Durante su estancia en Cuba y Checoslovaquia, Ervin se convirtió en un desilusionado con el socialismo. Después de varios intentos infructuosos, el gobierno americano finalmente lo extraditó y Ervin fue llevado a los EE. UU. para hacer frente al juicio. El juicio de Ervin, en el que se enfrentaba a una pena de muerte, se celebró por un juez blanco ante un jurado blanco. Ervin fue declarado culpable y condenado a cadena perpetua.
El primer aprendizaje de Ervin sobre el anarquismo, se da mientras que estaba en la cárcel a finales del decenio de 1970. Leyó numerosos libros anarquistas, y su caso fue aprobado por la refundada Cruz Negra Anarquista, una organización de apoyo a presos políticos. Durante su estancia en prisión, Ervin escribió varios panfletos anarquistas, entre ellos "Anarquismo y la Revolución Negra", que ha sido reimpreso muchas veces y quizá sea su trabajo más conocido.
Finalmente, los desafíos legales de Ervin y una campaña internacional llevó a su salida de la cárcel después de 15 años.

## Activismo post-penitenciario
Ervin regresó a Chattanooga después de su liberación, donde se involucró con un grupo de derechos civiles llamado Ciudadanos Preocupados por la Justicia, enfocado en combatir la brutalidad policial y las actividades violentas del Klan. En 1987, Ervin ayudó a presentar una acción legal por los derechos civiles, demanda que dio lugar a la reestructuración del gobierno de Chattanooga y la elección de varios concejales negros. En 1997 luego de recorrer 20 países en diversas conferencias llega a Nueva Zelanda, donde las autoridades protagonizan un escándalo migratorio por los antecedentes políticos de Ervin, estos hechos le dieron mucha publicidad a su figura y a sus conferencias en ese país. Actualmente es un líder y organizador comunitario, con el apoyo de su esposa, en Nashville.

## Gira en Australia
Durante julio de 1997 Lorenzo Kom'boa Ervin fue invitado a una gira en Australia por la organización anarquista local Angry People, pero la organización de extrema derecha Australians Against Further Immigration, planteó la cuestión con la ministra de inmigración Amanda Vanstone, luego de que la política antiinmigrantes Pauline Hanson lo acusó de ser "un conocido terrorista y un traficante de armas".
El primer ministro John Howard quedó horrorizado al saber que le habían concedido una visa al Sr. Lorenzo Kom'Boa Ervin y que estaba de visita en Australia, los funcionarios de inmigración comenzaron una investigación urgente, deteniendo a Ervin en Brisbane y cancelando su visa. La visa fue cancelada alegando que no tenía un buen carácter, lo cual Ervin disputó.
Ervin había visitado a 20 países en giras de conferencia desde su salida de la cárcel en 1983. La visa australiana de Ervin había sido concedida a través de un sistema electrónico de hospedaje en Los Ángeles. El encarcelamiento de Ervin fue llevado a la Corte Suprema de Australia, donde el juez, Sr. Gerard Brennan, restauró visa de Ervin y ordenó su liberación diciendo que no parecía que le hubieran concedido la justicia natural a Ervin, así como el regaño de los abogados del Gobierno por sugerir que no tenía poder para escuchar el caso.
Se otorgaron costos legales contra el Gobierno Federal y Ervin dijo que el señor Howard debería disculparse.
El arresto de Ervin estimuló las protestas internacionales que incluyeron los piquetes de embajadas australianas y consulados en Sudáfrica, Grecia, Italia, Suecia, Reino Unido, Irlanda, Nueva Zelanda y Estados Unidos.
Inmediatamente después de su liberación de 4 días en prisión, Ervin asistió a las celebraciones NAIDOC en Musgrave Park, West End, como un invitado del pueblo Murri (aborígenes australianos de Queensland) y pronunció un breve discurso. Ervin continuó su gira de conferencias, mientras que los funcionarios de inmigración prepararon más preguntas para que respondiera. Mientras viajaba en su gira de conferencias Ervin intentó visitar al activista del movimiento de Pantera Negra Australiana, Denis Walker en la cárcel de Cessnock, pero se le negó el acceso por la policía y los guardias.
Las acciones del Gobierno se dice que en general generaron la atención y publicidad de Ervin y han dado lugar a muchas más personas que asisten a su gira de conferencias lo que sería de otra manera.
El asunto causó al ministro de inmigración Philip Ruddock la interrupción un viaje de ultramar para supervisar más control de la inmigración en cuestión. Ervin dejó Australia el 24 de julio de 1997, alegando que los funcionarios de inmigración lo habían amenazado con deportarlo si permanecía más tiempo. Poco después el ministro de inmigración Philip Ruddock anunció una mejora de los sistemas de alerta migratorios de Australia y endurecido los procedimientos de selección de visados, con una comprobación más rigurosa de los solicitantes "alto riesgo".